# Sapindales
Ordre
Classification phylogénétique
Les Sapindales sont un ordre de plantes dicotylédones. Fleurs principalement pentacycliques, elles sont caractérisées par deux verticilles d'étamines (parfois réduites à un staminode) et un disque nectarifère en position variable (nectaire parfois réduit à des glandes internes), d'où son ancienne classification dans les « Disciflores ».
La classification phylogénétique APG II (2003) a détaché la famille des Picramniaceae des Simaroubaceae, et la classification phylogénétique APG III (2009) lui a attribué le nouvel ordre des Picramniales.

## Cronquist
En classification classique de Cronquist (1981), il comprend 15 familles :
- Acéracées (famille de l'érable)
- Akaniacées
- Anacardiacées (famille de la mangue ou de la noix de cajou)
- Bretschneideracées
- Burséracées
- Cnéoracées
- Hippocastanacées
- Julianacées
- Méliacées
- Mélianthacées
- Rutacées (famille de l'orange et des autres agrumes)
- Sapindacées
- Simaroubacées
- Staphyléacées
- Zygophyllacées

## APG
La classification phylogénétique APG (1998) ne retient que les familles suivantes :
- ordre des Sapindales
  - famille des Anacardiaceae
  - famille des Biebersteiniaceae
  - famille des Burseraceae
  - famille des Kirkiaceae
  - famille des Meliaceae
  - famille des Nitrariaceae
    - [+ famille des Peganaceae ]

  - famille des Rutaceae
  - famille des Sapindaceae
  - famille des Simaroubaceae

N.B. "[+ ...]" = famille optionnelle

## APG II
En classification phylogénétique APG II (2003) la circonscription est légèrement modifiée :
- ordre des Sapindales
  - famille des Anacardiaceae
  - famille des Biebersteiniaceae
  - famille des Burseraceae
  - famille des Kirkiaceae
  - famille des Meliaceae
  - famille des Nitrariaceae
    - [+ famille des Peganaceae ]
    - [+ famille des Tetradiclidaceae ]

  - famille des Rutaceae
  - famille des Sapindaceae
  - famille des Simaroubaceae

La classification proposée par Angiosperm Phylogeny Website [25 août 2006] n'accepte pas les familles optionnelles et l'ordre comprend alors 9 familles.
Les différences par rapport à la classification classique sont moins grandes que ce qu'il y paraît. La famille des Anacardiaceae (APG II) comprend les plantes de la famille des Julianiaceae. La famille des Kirkiaceae provient de la famille des Simaroubaceae (classique). La famille des Rutaceae (APG II) comprend les plantes de la famille des Cneoraceae. La famille des Sapindaceae (APG II) comprend les plantes de la famille des Aceraceae et de la famille des Hippocastanaceae.

## APG III
En classification phylogénétique APG III (2009) la circonscription est :
- ordre des Sapindales Juss. ex Bercht. & J.Presl (1820)
  - famille des Anacardiaceae R.Br. (1818)
  - famille des Biebersteiniaceae Schnizl. (1856)
  - famille des Burseraceae Kunth (1824)
  - famille des Kirkiaceae Takht. (1967)
  - famille des Meliaceae Juss. (1789)
  - famille des Nitrariaceae Lindl. (1835) (incluant Peganaceae Tiegh. ex Takht., Tetradiclidaceae Takht.)
  - famille des Rutaceae Juss. (1789)
  - famille des Sapindaceae Juss. (1789)
  - famille des Simaroubaceae DC. (1811)